# Louder Than Words
Louder Than Words – czwarty album studyjny Lionela Richiego, wydany w kwietniu 1996 roku.

## Lista utworów
1. Piece Of Love – 4:04
2. Still In Love – 4:33
3. I Wanna Take You Down – 5:01
4. Can't Get Over You – 4:33
5. Change – 5:01
6. Nothing Else Matters – 4:34
7. Ordinary Girl – 5:01
8. Say I Do – 5:01
9. Paradise – 5:02
10. Don't Wanna Lose You – 5:01
11. Now You're Gone – 5:43
12. Lovers At First Sight – 6:59
13. Climbing – 6:26